# Kuda Ditta
Kuda Ditta, później Bala Ditta (ur. 4 lutego 1937 w Pa Lungan, zm. 17 czerwca 2003 w Padang Kerbau) – malezyjski lekkoatleta.

## Lata młodości
Pod koniec lat 50. wygrywał stanowe zawody w rzucie dyskiem. W 1960 wstąpił do policji, gdzie trenował lekkoatletykę.

## Kariera
Zadebiutował w 1962 na igrzyskach azjatyckich. W tym samym roku wystąpił też na igrzyskach Imperium Brytyjskiego i Wspólnoty Narodów (ob. igrzyska Wspólnoty Narodów). Na obu imprezach reprezentował Sarawak. W tym samym roku pobił też rekord kraju, uzyskując czas 14,6 s. Wynik ten został pobity przez Ishtiaqa Mubaraka 6 lat później o 0,2 s.
W 1963 został mistrzem Malezji na 110 m ppł z czasem 14,6 s.
W 1964, rok po włączeniu Sarawaku do Malezji, wystąpił na igrzyskach olimpijskich. Był chorążym malezyjskiej kadry na tych igrzyskach. Wziął udział w biegu na 110 m ppł i sztafecie 4 × 400 m. W tej pierwszej konkurencji odpadł w pierwszej rundzie, zajmując 6. miejsce w swoim biegu eliminacyjnym z czasem 15,1 s. Sztafeta z jego udziałem także odpadła w pierwszej rundzie plasując się na 6. pozycji w swoim biegu eliminacyjnym z czasem 3:17,6 s. Był pierwszą osobą z Sarawaku, która wystąpiła na igrzyskach olimpijskich oraz pierwszą osobą z tego regionu, i jak do tej pory (2013) jedną z trzech, która była chorążym malezyjskiej kadry na igrzyskach olimpijskich. W tym samym roku został też wicemistrzem kraju na 110 m ppł z czasem 15,2 s i na 400 m ppł z czasem 53,7 s.
W 1971 zdobył srebro na 110 m ppł na igrzyskach Azji Południowo-Wschodniej z czasem 14,7 s (0,3 s gorszym od zwycięzcy, Ishtiaqa Mubaraka).
W 1973 na tej samej imprezie zdobył brąz na tym samym dystansie z czasem 15,1 s. W 1978 pożyczył Królewskiej Policji Malezyjskiej swój medal na wystawę. Po jej zakończeniu Ditta nie odzyskał medalu.
Jego ostatnimi dużymi zawodami były Borneo Games 1978, na których uzyskał czas 14,8 s.
Po tych zawodach zakończył karierę. W 1985 wystąpił jeszcze na policyjnym mityngu. W 1988 mając rangę inspektora, odszedł na policyjną emeryturę.
Zmarł 17 czerwca 2003 na raka żołądka. Był żonaty z Ubung Taih Riwat, z którą miał pięcioro dzieci: Skeetera, Esther, Margaret, Marinę i Christophera. Po narodzinach pierwszego syna zmienił imię z Kuda na Bala. Miał także czworo wnucząt.

## Literatura dodatkowa
- Kuda's gold may be missing from Malaysia's games 'bag'. „The Straits Times”, s. 19, 1965-11-23. (ang.).